# FIFA Soccer 95
«FIFA Soccer 95» — другий футбольний симулятор серії FIFA, випущений корпорацією Electronic Arts в липні 1994 року. Доступна на двох платформах: Sega Mega Drive і DOS. Слоган для гри — «The best console football can get» (укр. Найкращий консольний футбол, який ви могли отримати).

## Обкладинка
На обкладинці зображений Ерік Торстведт, Тоттенхем Хотспур в польоті за м'ячем.

## Огляд
Після виходу першої частини FIFA International Soccer пройшов рік, і фанати футбольних ігор з нетерпінням чекали на наступну версію гри. Друга частина майже нічим не відрізнялась від першої. Геймплей гри майже не змінився, в порівнянні з попереднім роком, за основу складів команд взяті дані за сезон 93-94, а вигадані прізвища залишились такими самими.

## Ліги
В FIFA 95 було додано 7 національних ліг:
- Англійська Прем'єр-Ліга
- Ліга 1
- Бундесліга
- Серія A
- MLS
- Іспанська Прімера
- Серія А